# Aderus manueli
Aderus manueli es una especie de coleóptero de la familia Aderidae. Fue descrita científicamente por Maurice Pic en 1922 (nomen novum).